# Jonathan Duhamel
Jonathan Duhamel (* 24. August 1987 in Boucherville, Québec) ist ein professioneller kanadischer Pokerspieler.
Duhamel hat sich mit Poker bei Live-Turnieren mehr als 18 Millionen US-Dollar erspielt. Er gewann 2010 als erster Kanadier die Poker-Weltmeisterschaft und sicherte sich insgesamt drei Bracelets der World Series of Poker.

## Pokerkarriere

### Werdegang
Duhamel begann im Alter von 16 Jahren mit dem Pokern. Während seines Wirtschaftsstudiums spielte er nebenbei Onlinepoker unter dem Nickname johnduhamel, bis er sich dazu entschloss, Profi zu werden und sein Studium abzubrechen. Von Januar 2011 bis April 2015 war er Teil des Team PokerStars.
Seine erste Geldplatzierung bei einem Live-Turnier erzielte Duhamel Mitte August 2006 in Verona im US-Bundesstaat New York. Im November 2010 setzte sich der Kanadier beim Main Event der World Series of Poker im Rio All-Suite Hotel and Casino am Las Vegas Strip im Heads-Up gegen John Racener durch. Für den Sieg erhielt er ein Preisgeld von knapp 9 Millionen US-Dollar sowie ein Bracelet. Von seinem Gewinn spendete der große Fan der Montréal Canadiens 100.000 US-Dollar an die Montreal Canadiens Children’s Organization. Im Januar 2011 gewann Duhamel das High-Roller-Event der European Poker Tour im französischen Deauville mit einer Siegprämie von 200.000 Euro. Im Jahresverlauf erreichte er zudem noch zwei weitere Platzierungen bei der WSOP 2011 und wurde Siebter beim Main Event der World Poker Tour in Marrakesch. Beim PokerStars Caribbean Adventure im Januar 2012 auf den Bahamas erreichte der Kanadier vier weitere Platzierungen und gewann über eine Million US-Dollar. Bei der WSOP 2012 gelangen ihm vier weitere Geldplatzierungen, 2013 kam er achtmal auf die bezahlten Plätze (fünf bei der WSOP, zwei bei der WSOPE und einer bei der WSOP APAC). Bei der WSOP 2015 gewann Duhamel sein zweites Bracelet beim 111.111 US-Dollar teuren High Roller for One Drop mit einer Siegprämie von knapp 4 Millionen US-Dollar. Bei der im Oktober 2015 in Berlin ausgetragenen World Series of Poker Europe siegte er beim High Roller mit einer Siegprämie von über 550.000 Euro und sicherte sich sein drittes Bracelet. Seine bis dato letzte Live-Geldplatzierung erzielte der Kanadier im November 2018.
Von April bis November 2016 spielte Duhamel als Teil der Las Vegas Moneymakers in der Global Poker League, verpasste mit seinem Team jedoch die Playoffs.

### Braceletübersicht

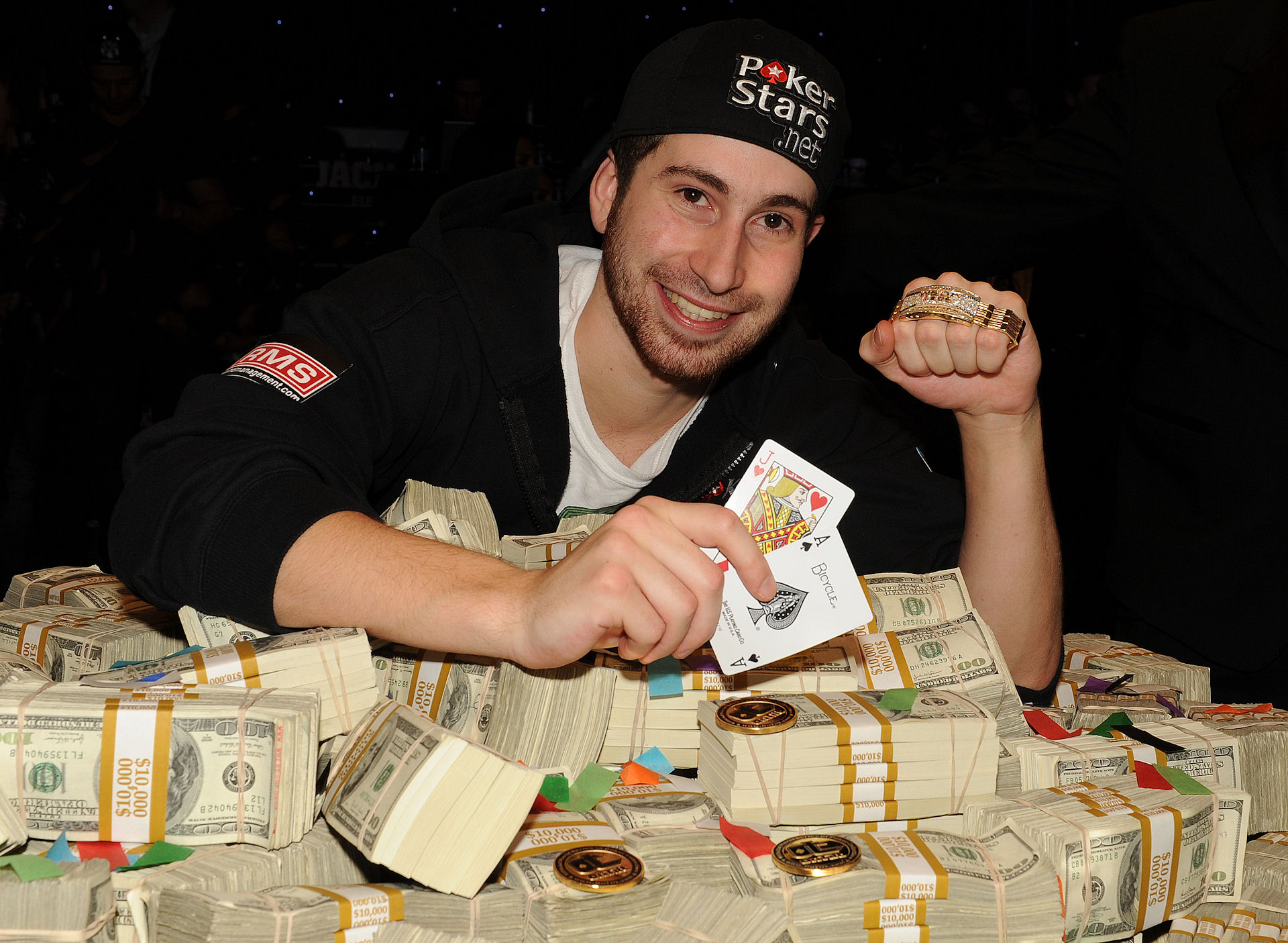
Duhamel nach dem Gewinn der Poker-Weltmeisterschaft im November 2010

Duhamel kam bei der WSOP 41-mal ins Geld und gewann drei Bracelets:
| Jahr   | Buy-in    | Turnier                       | Teilnehmer | Preisgeld   |
| ------ | --------- | ----------------------------- | ---------- | ----------- |
| 2010 E | 010.000 $ | No-Limit Hold’em Championship | 7319       | 8.944.310 $ |
| 2015 E | 111.111 $ | High Roller for One Drop      | 0135       | 3.989.985 $ |
| 2015 E | 025.600 € | High Roller No-Limit Hold’em  | 0064       | 0.554.395 € |

### Preisgeldübersicht
| Jahr   | Preisgeld (in $) | Turniersiege |
| ------ | ---------------- | ------------ |
| 2006   | 369              | 0            |
| 2007   | 1.358            | 0            |
| 2008   | 56.833           | 0            |
| 2009   | 0                | 0            |
| 2010   | 8.987.310        | 1            |
| 2011   | 558.073          | 1            |
| 2012   | 1.494.638        | 1            |
| 2013   | 1.039.407        | 0            |
| 2014   | 474.299          | 0            |
| 2015   | 4.970.512        | 4            |
| 2016   | 67.656           | 0            |
| 2017   | 227.024          | 2            |
| 2018   | 132.067          | 0            |
| gesamt | 18.009.546       | 9            |